# Паштрик
Паштрик (алб. Pashtrik, Pashtriku) је планина на граници Србије и Албаније, око 15 km западно од Призрена. Две трећине планине припадају Албанији. Грађена је од палеозојске језгре, покривене мезозојским кречњака. Највиши врх има 1.989 m. Претежно је под вегетацијом.
Иван Јастребов је сматрао да је назив планине Паштрик у вези са називом града Трек. У народу се та планина звала на разне начине и Пастрик и Пострик. Корјен је исти Трик и Трек, као и пос (три) или пош указуј на то да се планина налазила код града Трека. Ако је пос при, пошт, дола чисто арнаутска ријеч, излази да су арнаути дали име овој планини. Јастребов се пита да ли у лексикону старих Дарданаца има ове ријечи и то питање препушта албанолозима. Паштровићи, Пештерска висораван... указује на везу ријечи Паштрик и пастир, испаша, јер се у свим тим крајевима била велика стада оваца која пасу траву.
На врху планине Јалич су сачуване рушевине мале капеле, камо на Светог пророка Илију 20. јула житељи околних села сматрају за свети обичај остао од прадједова да се попну и изврше намаз, како то раде Тедринци на Успење, пењу се на планину Дроњу, и Сирнићани и Качаничани на планину Љуботен. На овој посљедњој није било знакова постојања молитвеног дома, а на Дроњи има гроб из давнина као на планини Паштрик. Исти обичај су сачували и Срби (некада све три вјере) из Бара, који се на празник Свете Тројице пењу на врх Румије.